# Bolívar (kommun i Colombia, Santander, lat 6,10, long -74,15)
Bolívar är en kommun i Colombia.   Den ligger i departementet Santander, i den centrala delen av landet, 170 km norr om huvudstaden Bogotá. Antalet invånare är 13 996.